# Cristhian Ocampos
Cristhian David Ocampos Domínguez (Luque, 13 luglio 1999) è un calciatore paraguaiano, attaccante del Central Córdoba (SdE).

## Carriera
Ocampos è cresciuto nel settore giovanile del General Díaz con cui ha debuttato il 18 marzo 2019 nell'incontro di División Profesional pareggiato 3-3 contro lo Sp. San Lorenzo, dove ha anche realizzato il suo primo gol. Negli anni successivi ha giocato con Tacuary, Guaireña e Nacional, con cui ha debuttato in Coppa Libertadores.
Il 31 agosto del 2023 è stato acqusitato a titolo definitivo dal Central Córdoba (SdE).

## Statistiche

### Presenze e reti nei club
Statistiche aggiornate al 2 aprile 2024.
| Stagione        | Squadra               | Campionato      | Campionato | Campionato | Coppe nazionali | Coppe nazionali | Coppe nazionali | Coppe continentali | Coppe continentali | Coppe continentali | Altre coppe | Altre coppe | Altre coppe | Totale | Totale | Totale |
| Stagione        | Squadra               | Comp            | Pres       | Reti       | Comp            | Pres            | Reti            | Comp               | Pres               | Reti               | Comp        | Pres        | Reti        | Pres   | Reti   |        |
| --------------- | --------------------- | --------------- | ---------- | ---------- | --------------- | --------------- | --------------- | ------------------ | ------------------ | ------------------ | ----------- | ----------- | ----------- | ------ | ------ | ------ |
| 2019            | General Díaz          | PD              | 5          | 1          |                 | -               | -               |                    | -                  | -                  |             | -           | -           | 5      | 1      |        |
| 2020            | General Díaz          | PD              | 1          |            | -               | -               |                 | -                  | -                  |                    | -           | -           | 1           | 0      |        |        |
| 2022            | Tacuary               | PD              | 17         | 2          |                 | -               | -               |                    | -                  | -                  |             | -           | -           | 17     | 2      |        |
| 2022            | Guaireña              | PD              | 17         | 3          |                 | -               | -               |                    | -                  | -                  |             | -           | -           | 17     | 3      |        |
| 2023            | Nacional              | PD              | 27         | 8          | CP              | 1               | 0               | CL                 | 4                  | 1                  |             | -           | -           | 32     | 9      |        |
| 2023            | Central Córdoba (SdE) | PD              | -          | -          | CA+CdL          | 0+11            | 1               |                    | -                  | -                  |             | -           | -           | 11     | 1      |        |
| 2024            | Central Córdoba (SdE) | PD              | 0          | 0          | CA+CdL          | 0+1             | 0               |                    | -                  | -                  |             | -           | -           | 1      | 0      |        |
| Totale carriera | Totale carriera       | Totale carriera | 67         | 14         |                 | 13              | 1               |                    | 4                  | 1                  |             | -           | -           | 84     | 16     |        |